# Frederick Hertz
Frederick Hertz (bis 1946 Friedrich (Otto) Hertz, Pseudonym auch: Germanus Liber; geboren 26. März 1878 in Wien, Österreich-Ungarn; gestorben 20. November 1964 in London) war ein österreichisch-britischer Soziologe, Nationalökonom und Kulturhistoriker.

## Leben und Wirken
Friedrich Hertz entstammte einer seit dem 17. Jahrhundert in Hamburg ansässigen, angesehenen Kaufmannsfamilie, deren Mitglieder meist vom Juden- zum Christentum konvertierten. Er war ein Cousin ersten Grades des Physikers Paul Hertz. Zu anderen Familienzweigen bestand eine sehr weitläufige Verwandtschaft; so waren die Juristen Gustav Ferdinand Hertz (Vater des bekannten Physikers Heinrich Hertz) sowie Hans W. Hertz seine Cousins dritten bzw. fünften Grades.
Friedrich Hertz besuchte das Franz-Josephs-Gymnasiums in Wien und studierte nach der Matura (1897) Rechts- und Wirtschaftswissenschaften an der Universität Wien. In den Jahren 1901 und 1902 setzte er sein Studium an der Universität München fort, 1903 wurde er in Wien mit einer Arbeit über Die Diskont- und Devisenpolitik der österreichisch-ungarischen Bank (1892–1902) promoviert. Während seines Studiums schloss sich Hertz der österreichischen Sozialdemokratie an.
Schon vor dem Examen betätigte er sich als freier Schriftsteller in Wien. Dies setzte er nach der Promotion fort. In den Jahren 1905 und 1906 war er Herausgeber der Zeitschrift Der Weg. Wochenschrift für Politik und Kultur (Wien-Leipzig). Danach war er für einen Wirtschaftsverband und bei einer Schweizer Versicherungsgesellschaft tätig. Er heiratete 1914 die Ärztin Edith Hirsch, mit der er zwei Kinder hatte.
Im Ersten Weltkrieg diente Friedrich Otto Hertz in der österreichisch-ungarischen Armee, in den beiden letzten Kriegsjahren beim Wissenschaftlichen Komitee für Kriegswirtschaft des k.u.k. Kriegsministeriums in Wien. In den ersten zwölf Nachkriegsjahren arbeitete Hertz als Ministerialrat mit dem Titel eines Hofrats beim österreichischen Bundeskanzleramt in Wien. Dabei war er als Abteilungsleiter insbesondere mit der Verbesserung der Beziehungen Österreichs zu Großbritannien und den USA sowie zu den Nachfolgestaaten der österreichisch-ungarischen Monarchie befasst.
Hertz war von 1930 bis 1933 Professor für Weltwirtschaft und Soziologie an der Universität Halle-Wittenberg in Halle an der Saale (heute Sachsen-Anhalt). Nach der Machtübernahme durch die Nationalsozialisten wurde er wegen seiner jüdischen Herkunft auf der Grundlage des sog. Gesetzes zur Wiederherstellung des Berufsbeamtentums aus dem Staatsdienst entlassen (1. Mai 1933) und floh nach Wien, wo er bis 1938 als Privatgelehrter lebte. Das NS-Regime polemisierte gegen Hertz als „Jude, Freimaurer und Pazifist“, letzteres wegen seiner für Ausgleich und Gleichberechtigung plädierenden Veröffentlichungen über „Rassen“ und Minderheiten, die Frederick Hertz zu einem Vorläufer der modernen Friedensforschung machen.
Im April 1938 emigrierte Hertz mit seiner Familie nach London. Das Großdeutsche Reich bürgerte ihn 1939 aus und die Münchener Universität entzog ihm 1940 die Doktorwürde. 1946 wurde er als Frederick Hertz britischer Staatsbürger. In den Kriegs- und Nachkriegsjahren war er führend in österreichischen Emigrantenorganisationen tätig. Er lebte bis zu seinem Tod als Privatgelehrter in London und hielt Vorlesungen und Vorträge.
Hertz war Mitglied der Wiener Loge Zukunft, in die er am 11. März 1906 aufgenommen wurde.

## Ehrung
Für sein Lebenswerk wurde Hertz an Pfingsten 1964 mit der höchsten Auszeichnung der Sudetendeutschen, dem Europäischen Karlspreis der Sudetendeutschen Landsmannschaft, geehrt. Bei der Preisverleihung erklärte er: „Es bedarf keiner Versicherung, wie sehr mir die Ziele der sudetendeutschen Bewegung stets am Herzen lagen. Sie galten mir immer als ein Hauptfall des Problems, dem ich den größten Teil meines Lebens und Wirkens gewidmet habe, nämlich einer gerechten Lösung der Verhältnisse zwischen den Nationen Mitteleuropas, die als Vorbild für die Welt dienen kann.“

## Schriften (Auswahl)
- Die agrarischen Fragen im Verhältnis zum Sozialismus (1899)
- Moderne Rassentheorien (1904)
  - Rasse und Kultur : eine kritische Untersuchung der Rassentheorien. 2., neubearb. u. verm. Aufl. von „Moderne Rassentheorien“. Leipzig : Kröner, 1915
- Die Produktionsgrundlagen der österreichischen Industrie (1918)
- Indianer, Weisse und Kautschuk. Eine Frage an den Völkerbund, in: Berliner Tageblatt Wochen-Ausgabe für Ausland und Übersee, 25. September 1924, S. 10.
- Zahlungsbilanz und Lebensfähigkeit Österreichs (1925)
- Race and Civilisation. London, Routledge and Kegan Paul, 1928
- Hans Günther als Rassenforscher. Philo-Verlag, Berlin 1930.
- Kapitalbedarf, Kapitalbildung und Volkseinkommen in Österreich (1929)
- Nationality in History and Politics (1944)
- The economic Problem of the Danubian States (1947)
- The Development of the German Public Mind, 3 Bände (1957–62)